# Palazzo Altieri

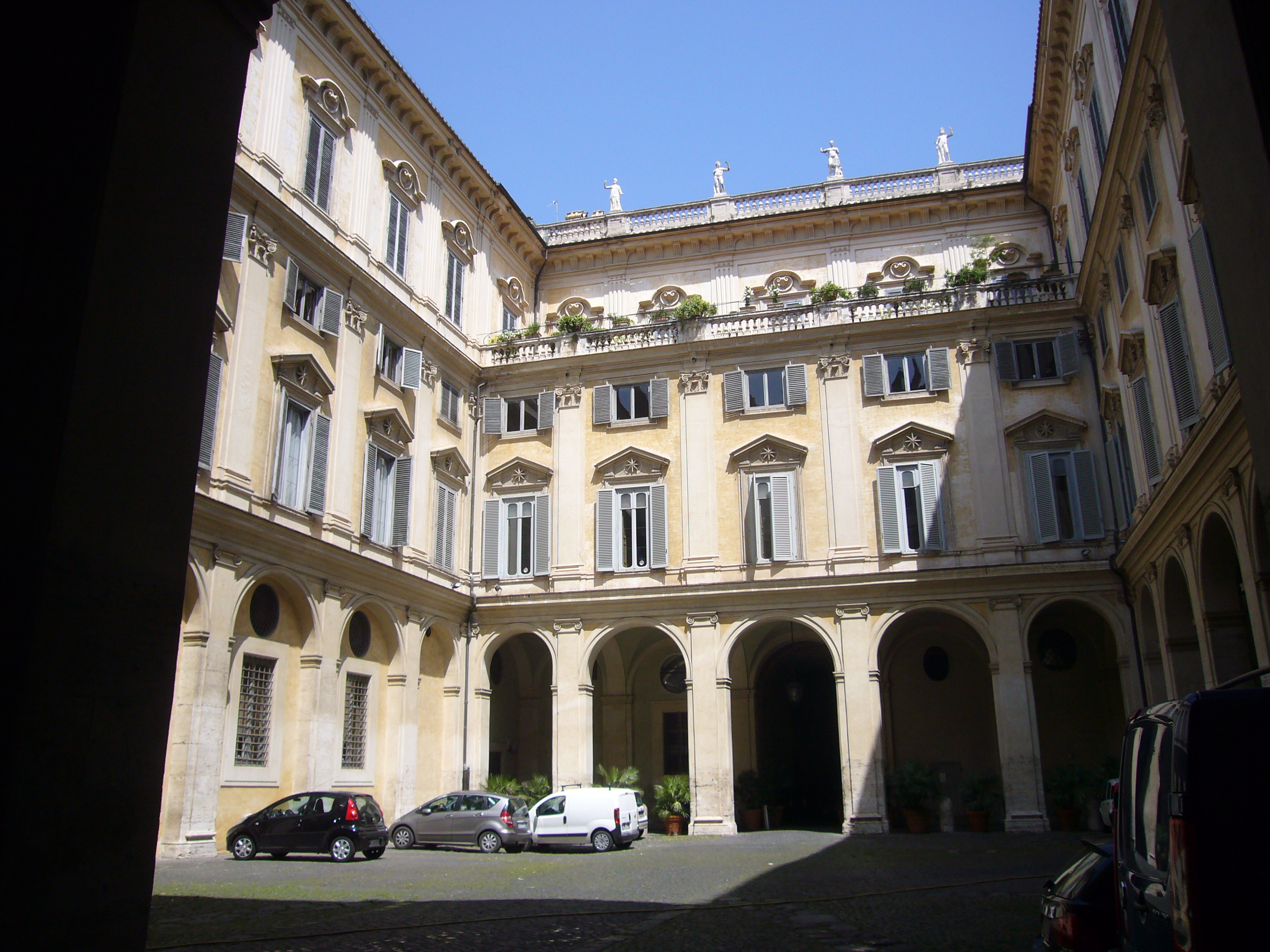
cortile verso piazza del Gesù

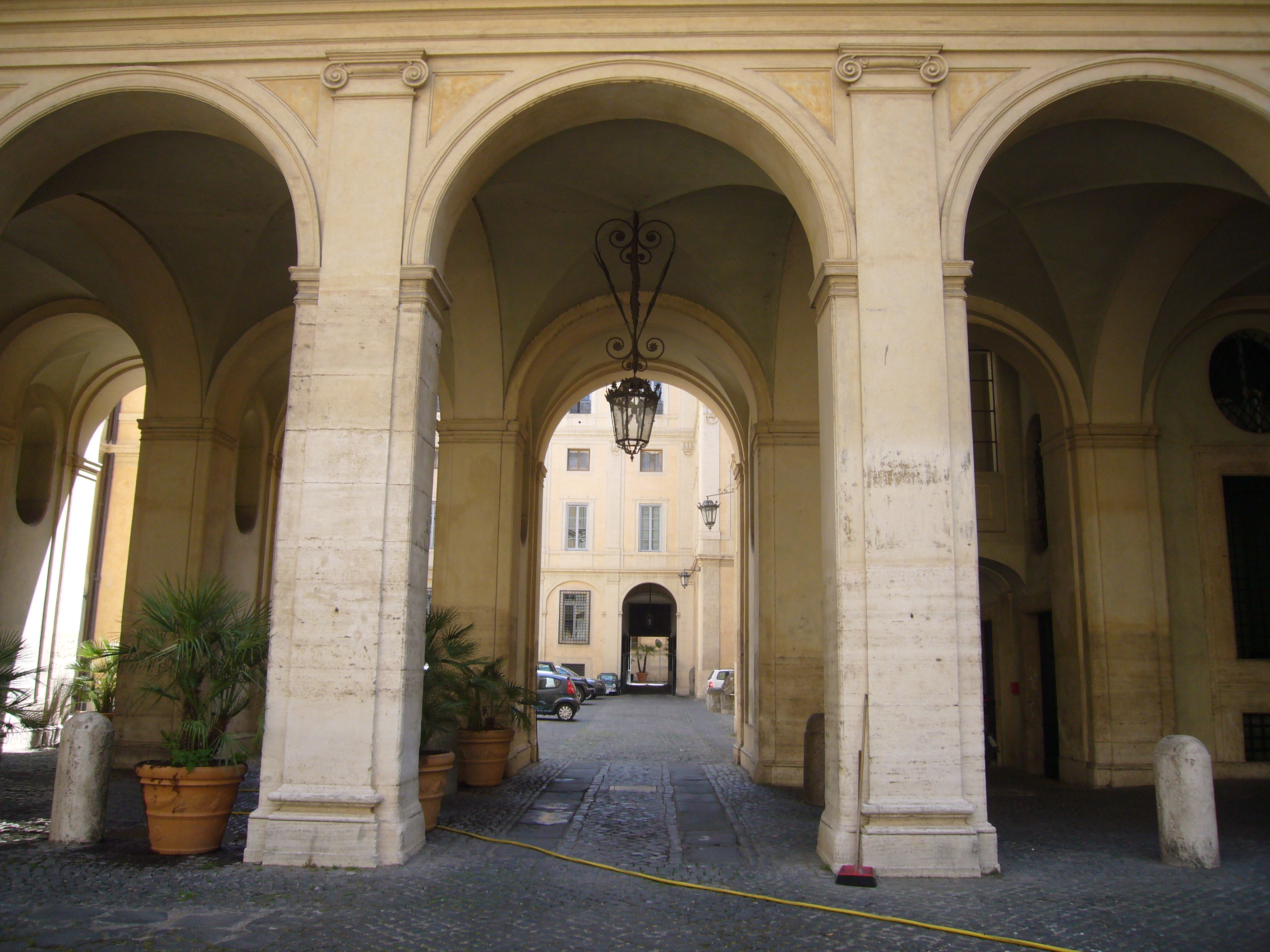
dal cortile del Gesù a quello su via degli Astalli

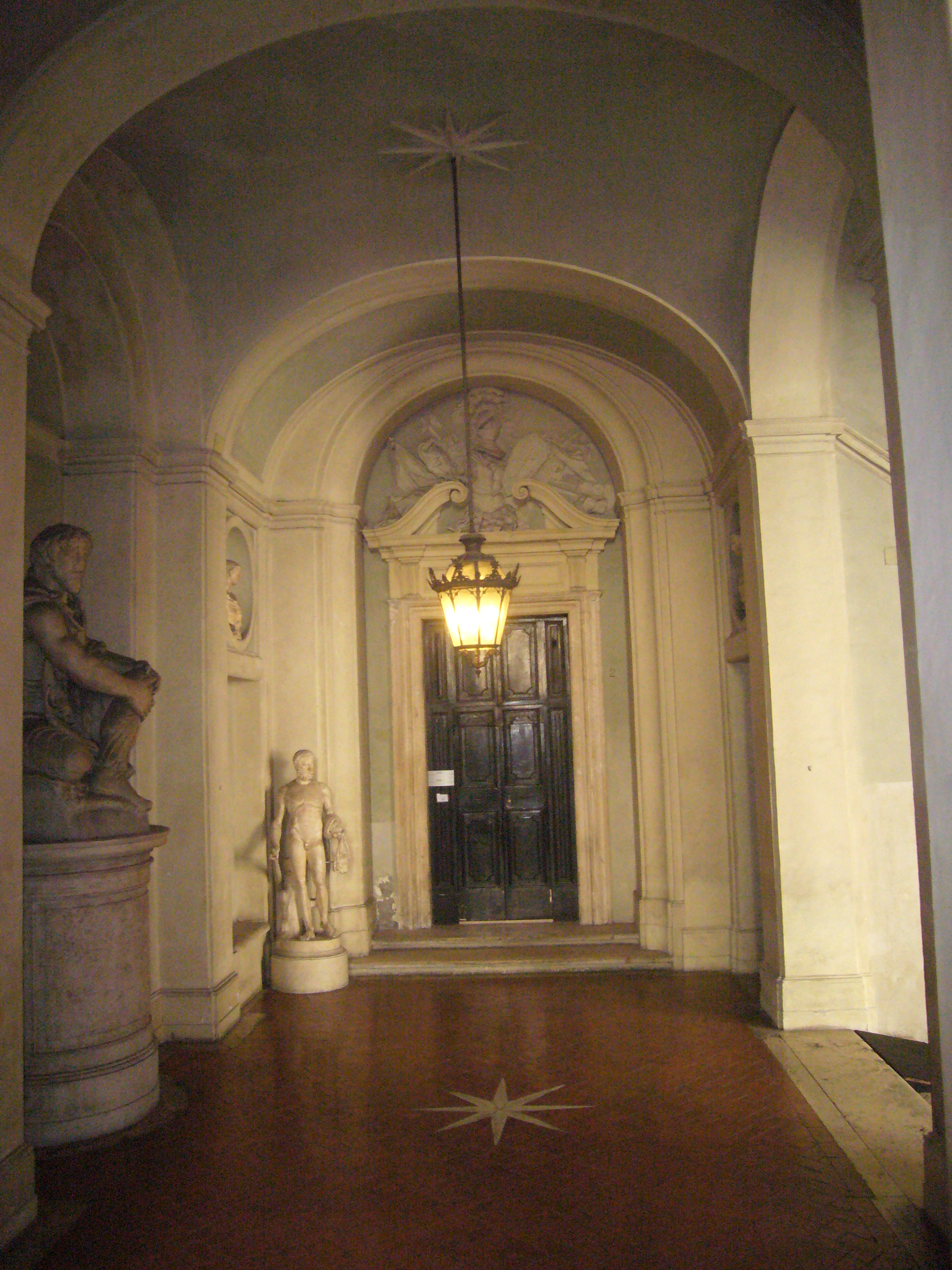
vestibolo dello scalone d'onore

Palazzo Altieri è un palazzo di Roma, residenza della famiglia Altieri nella città. La facciata si trova in piazza del Gesù, a lato della chiesa del Gesù e di fronte a Palazzo Cenci-Bolognetti.

## Storia
Il primo nucleo dell'edificio fu progettato dall'architetto Giovanni Antonio De Rossi (1616-1695) e risale al 1650 quando il cardinale Giovanni Battista Altieri ne commissionò la costruzione. Il secondo nucleo venne realizzato con l'ampliamento che si fece tra il 1670 e il 1673, per interessamento del pontefice e sotto il controllo del cardinale Paluzzo Paluzzi Altieri degli Albertoni, che fu da lui adottato e poi nominato cardinal nipote.
Nel 1673 fu completato il grande salone. Il cardinale Camillo Massimo raccomandò Carlo Maratta come pittore e Giovanni Bellori lo aiutò nell'iconografia. Sul soffitto si trova un affresco di grandi dimensioni, il Trionfo della clemenza, una glorificazione allegorica del papa Clemente X circondato dai nipoti e altre figure.
Lo stesso architetto Giovanni Antonio De Rossi, che lavorò sulla struttura seicentesca del palazzo, ebbe dai medesimi committenti l'incarico di eseguire una villa nella parte interna alle Mura aureliane allora ancora non edificata (ma fondata sul rione Esquilino dell'antica Roma): ne nacque villa Altieri, in cui il de Rossi progettò il Casino, con una bella facciata con due rampe, fontana e giardino.

## Struttura

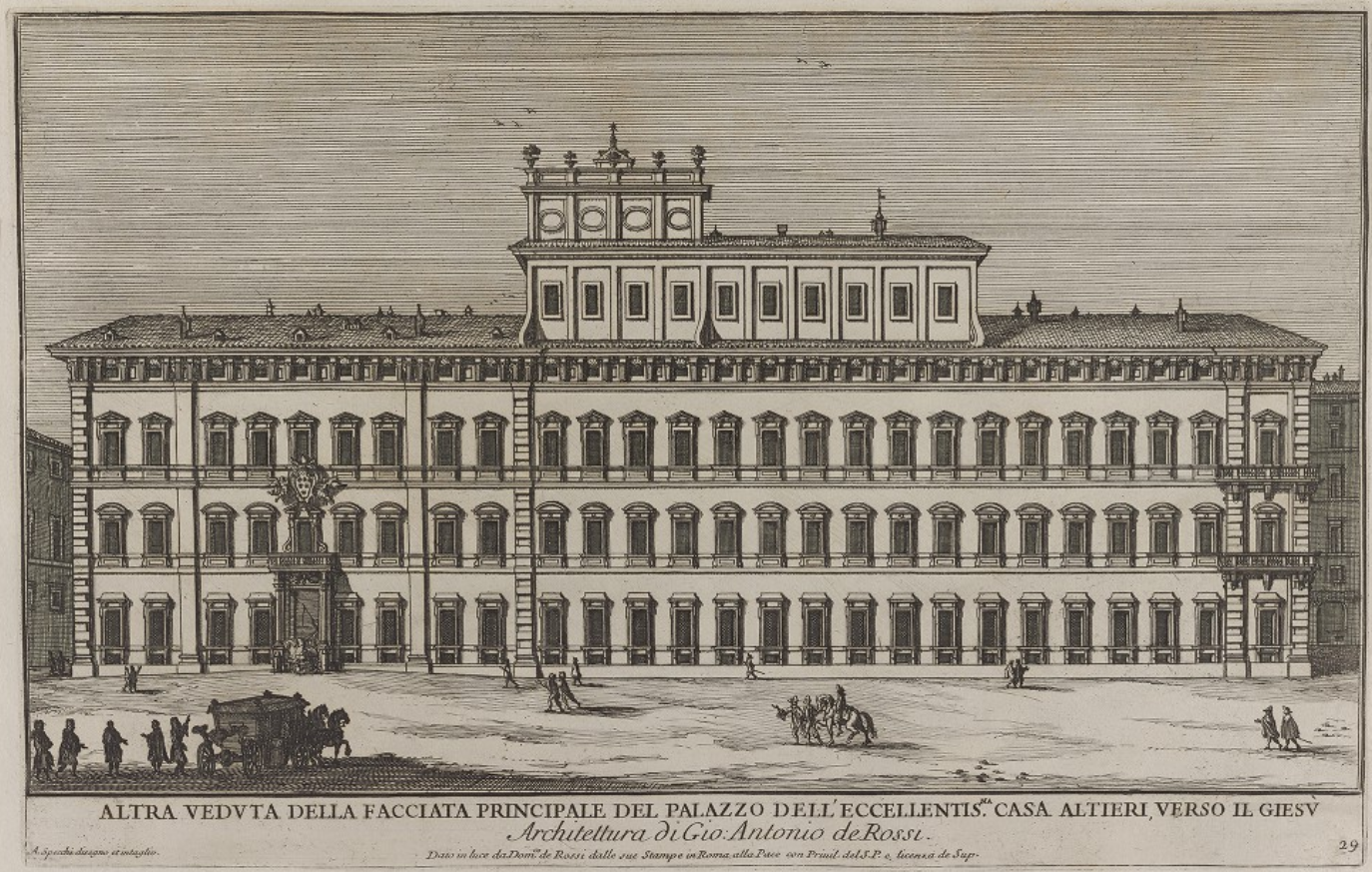
Il prospetto principale in un'illustrazione del 1699

Il palazzo occupa un isolato del centro di Roma. Il suo prospetto principale si affaccia su via del Plebiscito e su Piazza del Gesù. La struttura racchiude due grandi cortili, uno in corrispondenza dell'entrata principale affacciata su piazza del Gesù e uno più interno nella parte orientale del palazzo.

### Il palazzo nella descrizione di un contemporaneo
Una descrizione del palazzo al suo massimo stato di magnificenza fatta da un contemporaneo si trova in una sorta di guida turistica di Roma pubblicata per la prima volta nel 1693
Questo Palazzo era prima l'habitatione della fel[ice]. mem[oria]. di Clemente X hoggi è ingrandito dalla splendidezza della bon. mem. del Card Altieri. Questo bell'edificio hà quattro grandi Porte, che lo rendono maestoso, è Architettura mirabile di Carlo Antonino de Rossi; la scala è magnifica, è la più bella che sia in Roma per il spatio che piglia, vi sono due gran Cortili.

Nell'Appartamento à terreno vi sono Statue, e pitture, una Madonna del Vandich, una Madonna del Caracci & altri Pittori rari, le statue, due Veneri, la rara Testa di Piscenio Nigri.

Nell'Appartamento di sopra vi è un Specchio, che pesa quattordici libre, d'oro con la luce di Cristallo, è ornato di belle gioie di Zaffiri, Topatij, Smeraldi, e Diamanti, tutto si stima 20.000 doppie, è il più ricco Specchio, che sia in Roma, la Grotta, che rappresenta un Romitaggio, è disegno di Cio. Paolo Schor,  la Roma trionfante di verde antico.

Nell'Appartamento della Sig. Principessa vi sono belle Tapezzarie, Arazzi Iavorati à oro, un Gabinetto d'ebano, e d'argento, di dentro vi sono li vasi del fornimento d'una Spetieria di oro, valore di 10.000 scudi. La stanza ove si dà udienza l'Estate, è adobbata d'Arazzi à oro & è disegno di Giulio Romano, nella Galleria vi sono due colonne di Alabastro Orientale.

L'Appartamento dei Sig. D. Gaspare è uno delli belli che sia in Roma, è ornato di belle, e ricche Tapezzarie di Broccato d'oro. Vi sono due Tavolini di Lapislazzaro; le pitture à fresco nella Volta, la prima il Carro del Sole di Fabritio Chiari, nel letto dove Sua Eccellenza si riposa l'Estate vi sono tré Amorini dipinti sopra al cristallo da Carlo Maratti, costano 100 doppie, nell'altra stanza dell'udienza le rare pitture di Carlo Maratti. Ciascuna figura è pagata cento scudi, l'altra stanza è dipinta da Carlone allievo di Carlo Maratti. Vedrete la Cappella ornata di pitture del Borgognone a fresco. In questa Cappella vi sono quattro bellissimi Corpi Santi.

Passarete per la Sala, entrarete nell'Appartamento del Signor Cardinale Altieri, dove riceve le visite, è tutto ornato di Tapezzarie di Damasco con ricca guarnitura d'oro, una stanza guarnita d'un ricco Apparato di broccato d'oro cremesino con un letto compagno di 40.000 scudi. Il Camerone dove sono buone pitture, le quattro Stagioni di Guido Reni, le due Battaglie del Borgognone, due quadri del Domenichino, Venere e Marte di Paolo Veronese, la Cena di Nostro Signore di Mutiano, la Strage degl'Innocenti del Possini la Madonna del Correggio, il San Gaetano di Carlo Maratti, la bella Sala che hoggi dipinge à fresco il Sig. Carlo Maratti quando sarà finita sarà una delle belle cose che havrà fatto in Roma. La Cappella dove sente Messa il Signor Cardinale Altieri, il quadro è fatto dal Borgognone. L'Appartamento di sopra dove dorme Sua Eminenza è tutto ornato di Tapezzarie di Fiandra. Il letto, dove dorme, era di Filippo Quarto Rè di Spagna, il Rè lo donò al Card. Marescotti & il detto Card. lo donò alla bon. mem. del Card. Altieri. Vedrete li Mezzanini dove sono due belli Appartamenti, uno per l'Estate, e l'altro per l'Inverno; vi è il quadro dell'Anfiteatro dipinto da Bibbiano Codazza Napolitano, nella Biblioteca, dove studiano li Nepoti del detto Cardinale vi è una Madonna di Raffaelle d'Urbino. Andarete di sopra alla Biblioteca, la quale è magnifica, & è una delle belle di Roma, è costata al detto Cardinale centomila scudi; dove sono libri manoscritti rarissimi,  miniature, Carta di scorze d'arbore, libri Chinesi, e le lettere manoscritte del Card. Mazzarino.»

## Il palazzo oggi
Le vastissime dimensioni del palazzo ne favorirono, nel tempo, gli usi più svariati: solo per riferirsi al secondo dopoguerra, fu usato fra l'altro come set cinematografico, come sede commerciale, come sede delle medie inferiori del Liceo Visconti, dette il Viscontino. Vi abitarono, anche, l'attrice Anna Magnani, il danzatore Guido Lauri e lo scrittore Carlo Levi, che vi fece riferimento nel romanzo L'orologio.
Il palazzo è stato anche sede dell'Ambasciata giapponese in Italia
Benché gli arredi siano stati parzialmente dispersi nelle vicissitudini della famiglia, il palazzo contiene ancora rilevanti opere d'arte e decorazioni, tra cui dipinti di Luca Giordano, Bernardo Strozzi, Pieter Mulier, Domenico Maria Canuti, Lionello Spada, Fabrizio Chiari, Felice Giani, Vincenzo Camuccini, Francesco Zuccarelli, Giovanni Andrea Carlone e Giuseppe Bonito.
L'edificio è attualmente un condominio occupato in parte dall'Associazione Bancaria Italiana (ABI), da altre due banche (la FINNAT e la Banca Popolare di Novara) e in parte da proprietari privati, che tra le altre cose conservano ancora l'Archivio della Famiglia collocato nella "Librària Altieri".